# Pedja Stamenković
Pedja Stamenković (ur. 14 kwietnia 1988 w Niszu) – serbski koszykarz, występujący na pozycjach rozgrywającego oraz rzucającego obrońcy, obecnie zawodnik KB Koszyce.
27 września 2016 trafił do zespołu Trefla Sopot na testy, po czym podpisał umowę z klubem. Został zwolniony 29 listopada.
2 stycznia 2018 został zawodnikiem słowackiego KB Koszyce.

## Osiągnięcia
Stan na 6 grudnia 2019, na podstawie, o ile nie zaznaczono inaczej.
Drużynowe
- Wicemistrz
  - Słowacji (2018)
  - Bułgarii (2015)
- Zdobywca:
  - Pucharu Słowacji (2018)
  - Superpucharu Rumunii (2019)
- Finalista  Pucharu Bułgarii (2014)
- Uczestnik EuroChallenge (2008–2010)

Indywidualne
(* – nagrody przyznane przez portal eurobasket.com)
- Najlepszy zawodnik, występujący na pozycji obronnej ligi słowackiej (2018)*
- Zaliczony do*:
  - I składu ligi słowackiej (2018)
  - III składu ligi bułgarskiej (2014)
  - składu honorable mention ligi:
    - słowackiej (2017)
    - czeskiej (2019)
- Lider w asystach ligi czeskiej (2019, 2020)